# Gustav Heinemann
Gustav Walter Heinemann (født 23. juli 1899 i Schwelm, Ennepe-Ruhr-Kreis, Nordrhein-Westfalen, død 7. juli 1976 i Essen) var en tysk jurist og politiker, der var landets forbundspræsident fra 1969 til 1974. 
Heinemann var soldat under 1. verdenskrig og læste fra 1918 jura og historie i Münster, Marburg, München, Göttingen og Berlin, hvor han tog den første juridiske embedseksamen i 1921 og den anden i 1926. Han blev dr.rer.pol. i 1921 og dr.jur. i 1929. Fra 1926 til 1928 arbejdede han som advokat i Essen. I 1933 blev han lektor i erhvervsjura ved Universität zu Köln, men i 1936 blev han direktør for Rheinischen Stahlwerken – en position han havde frem til 1949. Året efter begyndte han atter at virke som advokat.
Sit politiske virke begyndte han i Christlich-Sozialer Volksdienst 1930-1933. I 1945 var han med til at grundlægge CDU, men forlod partiet i 1952 i protest mod partiets oprustningspolitik. Han blev valgt til overborgmester i Essen i 1946 og var medlem af landdagen i Nordrhein-Westalen 1947-1950 og justitsminister i delstaten frem til 1948. Han var indenrigsminister i Konrad Adenauers første regering fra 1945 til 1950. Sammen med Helene Wessel stiftede han Gesamtdeutsche Partei, der grundet et elendigt valgresultat i 1957 – partiet fik 1,2% – blev opløst allerede året efter. Heinemann meldte sig i stedet ind i SPD og blev valgt til Forbundsdagen, hvor han sad til 1969. Han var fra 1958 til 1969 medlem af hovedbestyrelsen i SPD. I 1969 blev han valgt til Tysklands forbundspræsident med 6 stemmer mere end sin CDU's kandidat Gerhard Schröder og blev derved den første socialdemokratiske præsident siden Friedrich Ebert. 